# João W. Nery
João W. Nery (Río de Janeiro, 12 de febrero de 1950-Niterói, 26 de octubre de 2018) fue un escritor, psicólogo y LGTB brasileño, famoso por ser el primer hombre transexual en someterse a una operación de reasignación de sexo en Brasil en 1977.

## Biografía
Nacido en Río de Janeiro en 1950, cuando tenía nueve años, su madre lo llevé a un psicólogo y, a los 13 años, trata de aumentar su masa muscular, pero también su autoestima.
Su padre fue exiliado a Uruguay en 1964 durante tres años y la familia tuvo que dejar a João y a los otros niños con otros miembros de la familia (tíos). Allí, conoce a Darcy Ribeiro y su esposa Berta Gleizer Ribeiro, con quienes aprende antropología, arqueología y sociología. Su padre regresó a Brasil cuatro años después.
En 1975, viaja a Europa. En una librería parisina, encuentra un número de la revista científica Sexualité y se interesa por un artículo sobre intervenciones quirúrgicas transgénicas. De vuelta a Brasil, poco después, obtuvo una maestría en psicología y enseñó en tres colegios.
La intervención de cambio de sexo no se practicaba en Brasil, porque durante la dictadura se consideraba una mutilación. Un compañero psicólogo lo dirige a un endocrinólogo en el Hospital Moncorvo-Filho, donde comienza a familiarizarse con las diferencias entre transexualidad y homosexualidad. Es en este hospital comienza a pensar en la cirugía para cambiar de sexo.
Su familia siempre fue hostil a la transición. Su madre habría aceptado «... una niña homosexual, pero no una sin identidad». La operación se realizó clandestinamente en una clínica de São Paulo, sin informe médico. La terapia hormonal comienza más tarde, aunque la operación no eliminó el útero y los ovarios.

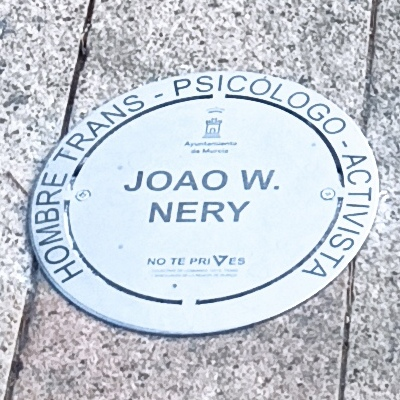
Placa conmemorativa en la Plaza de la Diversidad de la Ciudad de Murcia

Durante años, abogó por los derechos de las personas LGBT, especialmente los transexuales. Un proyecto de ley de los parlamentarios João Wyllys y Erika Kokay lleva su nombre: se inspira en la ley argentina sobre identidad de género, que garantiza el derecho a reconocer la identidad de género de todas las personas transgénero en Brasil, sin la necesidad de autorización judicial, informes médicos o psicológicos, cirugías o tratamientos hormonales.
En agosto de 2017, descubrió que tenía cáncer de pulmón. En septiembre de 2018, anunció que el cáncer había tocado el cerebro. Murió en Niteroi el 26 de octubre a la edad de 68.

## Publicaciones
- Erro de pessoa: Joana ou João?, Río de Janeiro, Editora Record, 1984.
- Viagem solitária: memórias de um transexual 30 anos depois, São Paulo, Leya Brasil, 2012.
- Vidas trans: a coragem de existir, en coautoría con Amara Moira, Márcia Rocha y T. Brant. Bauru, Leya Brasil, 2017.
- Velhice transviada, Póstumo, 2018.[5]